# Rhododendron alternans
Rhododendron alternans är en ljungväxtart som beskrevs av Herman Otto Sleumer. Rhododendron alternans ingår i släktet rododendron, och familjen ljungväxter. Inga underarter finns listade i Catalogue of Life.